# Thomas Holley Chivers
Thomas Holley Chivers (18 de octubre de 1809 – 18 de diciembre de 1858) fue un médico y poeta estadounidense del estado de Georgia. Es conocido principalmente por su amistad con el escritor Edgar Allan Poe y por su polémica defensa de este después de su fallecimiento.

## Biografía
Nacido en una familia adinerada de Georgia, Chivers se interesó por la poesía a una edad temprana. Después de que él y su primera esposa se separaran, recibió el título de médico por la Universidad de Transylvania, en Kentucky, pero centró su energía en publicar sus obras en lugar de en la medicina. Sus poemas salieron en varias revistas y periódicos, y Chivers publicó además varios libros de poesía, entre ellos The Lost Pleiad [La Pléyade perdida], en 1845. También publicó obras de teatro. Edgar Allan Poe se interesó por el poeta en ciernes (de su misma edad) y lo animó en su trabajo. Chivers pasó los últimos años de su vida defendiendo la reputación de Poe, que había muerto en 1849, aunque siempre pensó que Poe había sido fuertemente influenciado por su propia poesía, opinión que hasta cierto punto suscribe el crítico Van Wyck Brooks. Chivers murió en Georgia en 1858.
Como teórico de la literatura, Chivers creía que la inspiración artística era de origen divino. Promovió el desarrollo de un estilo literario americano distintivo, alentándolo especialmente entre los escritores jóvenes. Sus poemas eran conocidos por sus connotaciones religiosas, con énfasis en la muerte y en la reunión en el Más Allá con los seres queridos perdidos. Aunque adquirió cierta reputación en su día, fue rápidamente olvidado tras su muerte.

## Relación con Poe
Chivers es bien conocido por su relación con Edgar Allan Poe y, de hecho, es a través de esta relación que Chivers y su trabajo fueron redescubiertos en el siglo XX. El primer contacto entre ambos se produjo en 1840, aunque no se conocieron en persona hasta 1845, en la ciudad de Nueva York. Los dos trabaron buena amistad, y Chivers se mostró dispuesto a prestar apoyo financiero a Poe si este accedía a trasladarse al Sur. Chivers apreciaba el talento de Poe y le escribió que su jefe, George Rex Graham, le pagaba un sueldo ridículo por su trabajo en la Graham's Magazine. «Tendría que darle al menos diez mil dólares al año para que valiese la pena. [Graham] está en deuda con usted. No creo que nunca se le pague a usted, ni se le pagará, lo suficiente por su trabajo intelectual. No debe esperarlo hasta que no publique su propia revista», escribió, en referencia a los planes de Poe de lanzar The Stylus.
Chivers, sin embargo, estaba preocupado por la reputación de Poe como crítico literario en exceso severo, y le advertía cuando «echaba mano del tomahawk contra la gente». Poe esperó durante un tiempo que Chivers apoyaría económicamente su proyecto de sacar The Stylus, e incluso le propuso que actuase de coeditor en las primeras etapas de la publicación. Chivers consideró esta propuesta, pero finalmente la desechó a causa de la muerte de su hija de tres años de edad, producida en aquel tiempo.
Poe escribió sobre Chivers en la segunda parte de su serie "Autography", publicada en la Graham's Magazine (diciembre de 1841):

Sus obras le afectan a uno como un sueño salvaje -extraño, incongruente, lleno de imágenes de la más arabesca monstruosidad, y de fragmentos de dulce música discontinua. Incluso sus más llamativas fruslerías (y algunas de ellas son horribles) son poseedoras de un encanto indefinido de sentimiento y melodía. Nunca podemos estar seguros de que no haya sentido en sus palabras –como no lo hay en muchos de nuestros mejores aires musicales- pero el efecto es muy similar en ambos casos. Sus figuras retóricas son alocadas activadoras de metáforas, y su gramática parece a menudo inexistente. Sin embargo, hay pasajes aislados tan exquisitos en los poemas de Chivers, como en los de cualquier auténtico poeta.

Los dos se habían comunicado por escrito a través de cartas, pero finalmente se conocieron personalmente en junio o julio de 1845. Chivers visitó a Poe estando este enfermo y postrado en cama, cuando además la esposa de Poe, Virginia Eliza Clemm, se hallaba en un período especialmente difícil en su lucha contra la tuberculosis. Chivers más tarde recordó que la voz de Poe sugería «los tonos suaves de un arpa eólica cuando la música que ha estado durmiendo en las cuerdas se despierta por las brisas del Edén, cargadas de especias dulces de las montañas del Señor».
En septiembre de 1845, sin embargo, se sabe que Chivers adoctrinó a Poe sobre los peligros del alcohol. Aquel era prohibicionista, y reprochó a su amigo que estaba desperdiciando el talento que Dios le había dado por culpa de la bebida. Le dijo: «¿Qué puede impulsar a un hombre a quien Dios, por su naturaleza, ha dotado de tales capacidades trascendentes, a degradarse a sí mismo como un auténtico autómata, movido sólo por el vapor venenoso del fuego del infierno?». Un día, estando Virginia Poe enferma, Chivers tuvo que llevar al poeta a rastras a su casa después de una noche de excesos.
Con todo, tal como demuestra un panfleto suyo de 1848, titulado Search After Truth, Chivers descreía de las teorías estéticas de su amigo. Este pequeño libro presenta una serie de diálogos entre el "Vidente" [Chivers] y "Politian" [Poe]. Para Chivers, un poeta debe ser un shelleyniano o swedenborgiano, animado por una intención visionaria de capturar los reinos místicos de la experiencia a través del lenguaje. Para Poe, en cambio, el poeta no es más que el supremo artífice de la palabra. En esta obrita, al final, el sabio "Vidente" logra conducir a "Politian" al camino de la verdad.

## Bibliografía

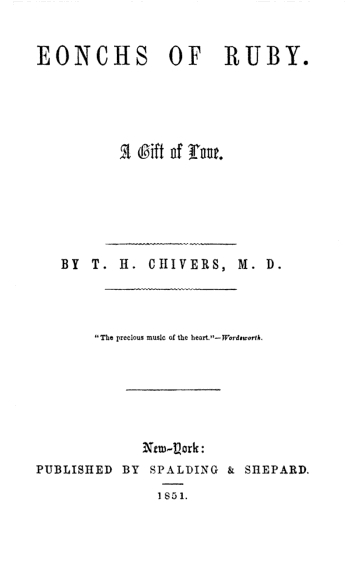
Eonchs of Ruby (1851)